# Fluor-klórmetán
A fluor-klórmetán vagy Freon 31 gáz halmazállapotú vegyület, a metán halogénezett (részlegesen klórozott-fluorozott) származéka.
Kristályrácsa monoklin szerkezetű, a P21 tércsoportba tartozik. Rácsállandói a = 6,7676, b = 4,1477, c = 5,0206 (·10−1 nm), β = 108,205°.
A fluor-klórmetán nyomokban (148 ppt mennyiségben) kimutatható 22 km-es magasságban.
Hűtőközegként használják, ózonlebontó potenciálja 0,02.

## Fordítás
Ez a szócikk részben vagy egészben a Chlorofluoromethane című angol Wikipédia-szócikk ezen változatának fordításán alapul.  Az eredeti cikk szerkesztőit annak laptörténete sorolja fel. Ez a jelzés csupán a megfogalmazás eredetét és a szerzői jogokat jelzi, nem szolgál a cikkben szereplő információk forrásmegjelöléseként.

### Külső hivatkozások
- Thermochemical table at chemnet.ru
- Infrared Spectrum of Chlorofluoromethane
- IARC Summaries & Evaluations: Vol. 41 (1986), Vol. 71 (1999)